# 天痕棋
天痕棋（*Star），是美國數學家Craige Eugene Schensted在1999年推出的兩人棋類遊戲，其原型為貫星棋。

## 棋具
- 三角格組成的五邊形棋盤。棋盤中心為內劃五芒星的五邊型，其五個邊也視為棋邊。

- 兩色棋子以區分敵我。

## 棋規
- 每每方可輪流放一子於空位或虛手。
  - 下子造成某方同色棋塊無法連結到二個棋邊或以上時，該棋塊被整體移除棋盤。
- 棋盤滿子或兩方連續虛手，遊戲結束，計算每塊棋塊分數，總分多者勝。
  - 每塊棋塊的分數等於該棋外連結的棋邊減四，有負數分數。[1]

## 外部連結
- 遊戲介紹